# Strophariaceae
Strophariaceae es una familia de hongos basidiomicetos del orden Agaricales. Esta familia contiene 22 géneros y 1316 especies.[actualizar]
Anteriormente, el género Psilocybe estaba incluido en esta familia pero en 2006 a partir de estudios filogenéticos a nivel molecular fue traslado a la familia Hymenogastraceae.

## Características
Es una familia de hongos que se caracteriza por tener la impresión de las esporas de color marrón a rojo marrón. Son saprotrofos. Según el género hay algunos que presentan un píleo gelatinoso y otros son secos.

## Comestibilidad
Dentro de las distintas especies de cada género, se encuentran algunos hongos que son comestibles.